# Canal Aberto
Canal Aberto foi um programa vespertino exibido pela RedeTV! com apresentação de João Kléber.
Estreou em 7 de novembro de 2001, às 17h30 e ficou no ar até 19 de março de 2004 quando foi sucedido mais tarde em 19 de abril de 2004 pelo Tarde Quente também apresentado por João Kléber.

## História
O programa exibia brigas familiares, testes de paternidades e matérias policiais. Seu concorrente direto no horário era o Hora da Verdade da Band. Em 2003, o programa teve mudança de conteúdo, passando a exibir apenas pegadinhas. Em 2004, o Canal Aberto foi trocado pelo Tarde Quente também com apresentação de João Kléber, mas com um conteúdo mais variado.
O Canal Aberto e o Hora da Verdade eram constantemente criticados pela imprensa.

## Controvérsias
Em 22 de maio de 2002, o programa Note e Anote na RecordTV, apresentado por Claudete Troiano, exibiu uma reportagem na qual denunciava armações no programa Canal Aberto. Ela entrevistou atores que revelaram ter sido pagos para interpretar dramas familiares nas tardes da RedeTV!. No dia seguinte, João Kléber rebateu as acusações, e, nervoso, chamou Troiano de "traíra" e "antiética" e chegou a chorar. Ele também acreditava que a denúncia era uma retaliação da RecordTV, que supostamente havia lhe feito uma proposta milionária para levar o seu programa às tardes da emissora da Barra Funda e que a mesma buscou vingança tentando difamar a sua imagem devido à sua decisão de permanecer na RedeTV!. Kléber disse que iria processar a concorrente por uso de sua imagem.